# دکتر کارل
كارل کروزِنِسکی (انگلیسی: Dr. Karl) مشهور به دکتر کارل، پزشک، نویسنده، و دانشمند اهل استرالیا بود. وی از سال ۱۹۸۱ میلادی تاکنون مشغول فعالیت بوده‌است.
وی همچنین برندهٔ جوایزی همچون جایزه ایگ‌نوبل شده‌است.